# 纳维亚诺斯德瓦尔韦尔德
纳维亚诺斯德瓦尔韦尔德，是西班牙卡斯蒂利亚-莱昂萨莫拉省的一个市镇。 总面积14平方公里，总人口205人（2015年），人口密度15人/平方公里。